# Талмедж, Джеймс Эдвард
Джеймс Эдвард Талмедж (англ. James Edward Talmage, 21 сентября 1862 года, Хангерфорд, Беркшир, Англия — 27 июля 1933 года) — мормонский религиозный деятель, американский учёный.

## Биография
В 1876 году семья перебралась в город Прово, штат Юта, США.
Джеймс Талмедж обучался в академии Бригама Янга, в Лихайском университете (1882—1883 гг.), в университете Джонса Хопкинса (1884 г.) и в университете «Illinois Wesleyan» (1896 г.). Работал профессором химии и геологии в академии Бригама Янга (1888—1893 гг.), был президентом университета Дезерет, ныне известного как университет штата Юта (1894—1897 гг.). Джеймс Эдвард Талмедж занимал руководящие должности в Церкви Иисуса Христа святых последних дней (Мормоны). С 1911 года по 1933, до момента своей смерти, был членом кворума двенадцати Апостолов, Церкви Иисуса Христа святых последних дней.

## Научная деятельность
Его научные труды принесли ему национальное и международное признание, которое выражалось в его членстве в различных научных обществах:
- Член Королевского микроскопического общества Лондона (1891 г.)
- Член Королевского общества Эдинбурга
- Член геологического общества Лондона
- Член геологического общества Америки (1897 г.)
- Член философского общества Великобритании
- Член американской ассоциации развития науки
- Член Королевского Шотландского географического общества

## Сочинения
Среди его наиболее важных работ, как научных так и религиозных, обычно выделяют следующие:
- Первая книга природы — (англ. First Book of Nature) 1888 г.
- Домоводство — (англ. Domestic Science) 1891 г.
- Символы веры — (англ. The Articles of Faith) 1899 г.
- Великое Солёное Озеро, настоящее и прошлое — (англ. The Great Salt Lake, Present and Past) 1900 г.
- История мормонизма — (англ. The Story of "Mormonism") 1907 г.
- Великое отступничество — (англ. The Great Apostasy) 1909 г.
- Дом Господа — (англ. The House of the Lord) 1912 г.
- Иисус Христос — (англ. Jesus the Christ) 1915 г.
- Стойкость «Мормонизма» — (англ. The Vitality of "Mormonism") 1919 г.
- Разговоры в воскресенье вечером — (англ. Sunday Night Talks) 1931 г.